# Tipsport Arena (Praag)
De Tesla Arena is een overdekt sportstadion in de Tsjechische hoofdstad Praag, in de wijk Holešovice. Het stadion, met een capaciteit van 12.950 zitplaatsen, is de thuisbasis van de ijshockeyclub HC Sparta Praag. Het stadion werd gebouwd in 1962.